# Louis Roy (peintre)
Pour les articles homonymes, voir Louis Roy (homonymie).
Louis Georges Eléonor Roy dit Louis Roy (1862-1907) est un artiste peintre et graveur français, lié au courant impressionniste et synthétiste du groupe de l'école de Pont-Aven.

## Biographie
Originaire de Poligny dans le Jura, Louis Roy est le fils d'Anne Baptiste Boissenin et de Jean Éléonor Roy. 
Louis Roy devient professeur de dessin au lycée Michelet de Vanves. Par le biais de son collègue, le peintre Émile Schuffenecker, il rencontre Paul Gauguin qui exécute son portrait en 1889, Le Peintre Roy. Durant l'été, Louis Roy expose à Paris, au café des Arts, au sein du groupe des impressionnistes et synthétistes : l'exposition Volpini présente, en marge de l'exposition universelle, sept œuvres de Roy, à côté de celles de Gauguin, Schuffenecker, Charles Laval, Léon Fauché, Louis Anquetin, Monfreid et Émile Bernard. Cette manifestation est un échec sur le plan des ventes. Il expose ensuite régulièrement au Salon des Indépendants de 1891 à 1897, dont il devient membre.
En 1891, il rejoint ses amis en Bretagne comme l'atteste la toile Bretons exposée dans la galerie de Le Barc de Boutteville et le tableau Le Moulin à marée. La facture impressionniste de ses premières toiles, critiquée par Émile Bernard, a disparu au profit d'une écriture picturale qui se rapproche de celle de Gauguin et de ses amis, caractérisée par la simplification des formes et les couleurs posées en aplats.
Il épouse Florence Lokofsky en avril 1891 ; son témoin est le docteur Charlopin, mystérieux inventeur et collectionneur.
Entre le printemps et l'été 1894, Gauguin charge son ami de réaliser une édition de vingt-cinq à trente exemplaires de chaque bois gravé, ce qui devait constituer le tirage de tête de Noa Noa. Il participe ensuite aux 7e et 8e expositions des « Peintres impressionnistes et symbolistes » chez Le Barc de Boutteville. Dans le catalogue de l'exposition de 1894, le critique René Barjean face à ses tableaux, écrit : « Une impression de beauté calme se dégage également des paysages de Roy. Les curieux de la technique d'art constateront la science des valeurs, les rapports de lignes et de couleurs amoureusement poursuivis. Cette exposition comptera dans la carrière de l'artiste ». Cette même année, il enseigne au lycée Buffon à Paris puis au lycée Voltaire à partir de 1895. 
En tant que graveur, il collabore à la revue L'Ymagier animée par Remy de Gourmont et Alfred Jarry.
Il écrit en tant que critique d’art dans la revue du Mercure de France où il est le premier à remarquer la singularité de l'œuvre du Douanier Rousseau, et « louera cette courageuse tentative dans le sens du symbole et son étrangeté novatrice ».
Il meurt à Paris le 22 juin 1907.

## Conservation
- Femme se promenant et tête d'homme coiffé d'un haut de forme[11], crayon noir sur papier, 1889, musée du Louvre département des Arts graphiques ;
- La Promenade[12], gouache sur carton, 1889, musée du Louvre département des Arts graphiques ;
- Nature morte au vase de Quimper et Scène d'intérieur [13], huile sur toile, 1890, musée des beaux-arts de Brest ;
- Grande Percée, paysage de Poligny[14], 1895, musée d'Orsay ;
- Femme nue, debout, levant le bras droit[15], crayon noir, pastel et sanguine, s.d., musée du Louvre département des Arts graphiques.